# Black Box (группа)
Black Box — итальянская хаус-группа, популярная в конце 1980-х и начале 1990-х годов. В состав группы входило три человека: клубный ди-джей Даниэль Даволи, кларнетиста Валерио Семпличи и клавишник Мирко Лимони. Лицом группы стала итальянская модель Катрин Киноль, которая появилась на всех обложках альбомов и синглов, а также на концертных выступлениях и в музыкальных клипах. Тем не менее, настоящей вокалисткой почти всех песен на дебютном альбоме Dreamland была Марта Уош. После нескольких судебных исков (обвинения в плагиате и тяжба с Уош) популярность группы сошла на нет.

## Дискография
- Dreamland (1990)
- Positive Vibration (1995)